# 天津市汇文中学
天津市汇文中学，始建于1890年，天津最早的教会学校之一，现位于天津市和平区甘肃路42号。

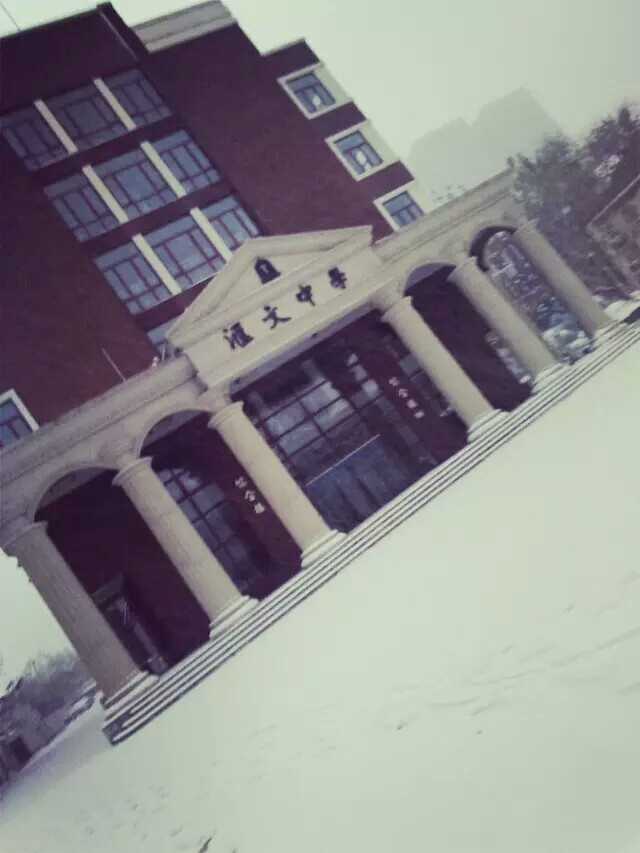
汇文中学主教学楼

## 历史
天津汇文中学是美国基督教会“美以美会”于1890年主办的学堂，校名初为“成美学堂”，1913年改称“成美中学校”。1923年定名为“天津汇文中学校”。汇文中学当时以“勤俭诚勇”为校训，课程设置强调宗教教育和英文教学。
2000年，汇文中学地址在和平区荣安街167号，但因和平区教育委员会的决策，汇文中学被合并到天津市第二南开中学，并且由天津市第二南开中学在荣安街167号汇文中学原址继续建设。2001年，和平区教育委员会将滨江中学、三十四中和长征中学三校合并，改名为“汇文中学”，新地址在天津市第二南开中学的原址和平区甘肃路42号。

## 校址
目前，天津汇文中学所使用的和平区甘肃路40号的校区为原天津日租界松岛女子商业学校原址。松岛女子商业学校又称“天津松岛日本高等女学校”，为一所1936年在天津日本侨民建造的女子学校。1946年，天津松岛日本高等女学校改为南开中学女部，1952年，改为女七中，1958年，改为天津医科大学附属中学，1962年，改为南开女中，1968年，改为东方红中学，1985年，改为第二南开中学，2001年，改为天津汇文中学，该建筑现为重点保护等级历史风貌建筑。

## 校歌
汇文学校，津门教育曙光，学风醇备群结合，日久弥彰；凤雏蔚秀，沐泽英才，社会栋梁。智德体群强，汇文学校特长。祖国荣光，杨万世无疆，尔吾兄弟，本吾校训，勤、俭、诚、勇图自强，保绵长，日进炽昌，慎守勿怠自芬芳。民众之文明，社会之进化，教育基础，惟我学堂。

## 著名校友
- 黄敬
- 陈翰伯
- 马三立
- 吴阶平
- 李光羲
- 焦菊隐
- 张效瑞
- 英語：